# Vuktyl
Vuktyl (en ruso: Вукты́л) es una localidad de la república de Komi, Rusia, ubicada a la orilla derecha del curso medio-alto del río Pechora, cerca de la ladera oeste de los montes Urales. Su población en el año 2010 era de 12 000 habitantes.

## Historia
Fue fundada en 1968 y obtuvo el estatus o categoría de ciudad en 1989. Un gran oleoducto pasa por sus cercanías.

Mapa del río Pechora donde aparece Vuktyl